# جورج إيميت
جورج إيميت (2 ديسمبر 1912 في الهند - 18 ديسمبر 1976 في المملكة المتحدة) (بالإنجليزية: George Emmett)‏ هو لاعب كريكت بريطاني وبريطاني (وحمل سابقاً جنسية المملكة المتحدة لبريطانيا العظمى وأيرلندا). شارك مع منتخب إنجلترا للكريكت.

## وصلات خارجية
- جورج إيميت على موقع إي آس بي آن كريك إنفو (الإنجليزية)